# 上诺切拉
上诺切拉（義大利語：Nocera Superiore），是意大利萨莱诺省的一个市镇。总面积14710平方公里，人口24117人，人口密度1.6人/平方公里（2009年）。ISTAT代码为065079。